# Ismaïl Omar Guelleh
Ismaïl Omar Guelleh (nascido em 27 de novembro de 1947) é o segundo e atual Presidente do Djibuti, desde 1999. Sucedeu ao seu tio, Hassan Gouled Aptidon.

## Presidência
Em 4 de fevereiro de 1999, Hassan Gouled Aptidon anunciou que não iria concorrer a outro mandato, e um congresso extraordinário do partido escolheu Guelleh como candidato. Guelleh venceu a eleição, ocorrida em 9 de abril de 1999, com 74.02% dos votos, vencendo o candidato oposicionista Moussa Ahmed Idriss e tomou posse em 8 de setembro do mesmo ano. Moussa Ahmed Idriss foi preso em setembro do mesmo ano, acusado de "ameaçar o moral das forças armadas" e encarcerado em local desconhecido.
Em 2005 Guelleh demitiu o chefe das Forças Policiais Nacionais do Djibuti, Yacin Yabeh. Policiais leais a Yacin tentaram se rebelar, sem sucesso.
Em 7 de outubro de 2009 Guelleh foi novamente indicado, num congresso extraordinário de seu partido, como candidato a presidente, recebendo também o apoio de outros partidos. Sem concorrentes, venceu as eleições de 8 de abril de 2005 com cem por cento dos votos, para seis anos de mandato. Guelleh anunciou que esta seria seu último mandato, no dia de 7 de maio.
No entanto, em 2010, Guelleh convenceu a Assembleia Nacional do Djibuti a alterar a Constituição do país, permitindo que ele se candidatasse a um terceiro mandato. Esse fato fez possível sua candidatura a uma nova reeleição em 2011. Este fato na época resultou em grandes protestos, semelhantes ao movimentos em outros países árabes pedindo maior democracia, a chamada primavera árabe. Os protestos foram rapidamente reprimidos e alguns opositores presos.
Os partidos de oposição boicotaram a eleição de 2011, deixando apenas um candidato pouco conhecido contra ele nas urnas. Guelleh ganhou com quase 80% dos votos. Ele disse novamente que não concorreria a outro mandato.
Guelleh também foi o vencedor da eleição de 2016, com cerca de 87% dos votos válidos.